# Potelle
Potelle är en kommun i departementet Nord i regionen Hauts-de-France i norra Frankrike. Kommunen ligger i kantonen Le Quesnoy-Est som tillhör arrondissementet Avesnes-sur-Helpe. År 2022 hade Potelle 440 invånare.

## Befolkningsutveckling
Antalet invånare i kommunen Potelle
| Referens: INSEE |